# Ichthyscopus malacopterus
Ichthyscopus malacopterus is een straalvinnige vissensoort uit de familie van sterrenkijkers (Uranoscopidae). De wetenschappelijke naam van de soort is voor het eerst geldig gepubliceerd in 1830 door Anonymous Bennett.